# Anselmo Lorenzo
Anselmo Lorenzo (Toledo, 21 de abril de 1841 - Barcelona, 30 de novembro de 1914), por vezes chamado "o avô do anarquismo espanhol", foi um dos primeiros anarquistas espanhóis. Foi um dos fundadores da seção espanhola da Associação Internacional do Trabalho, como também da subsequente Federação dos Trabalhadores da Região Espanhola (Federación de Tabajadores de la Región Española - FTRE), em 1881. Em 1910, Amselmo participou da fundação da Confederação Nacional do Trabalho, uma grande organização sindicalista revolucionária que existe até hoje.
Ao longo de sua vida de prisões, deportações e exílios, Amselmo Lorenzo chega a conhecer inúmeras figuras da segunda onda do anarquismo, com quem contribui extensivamente, pessoas como Giuseppe Fanelli, Francisco Ferrer y Guardia, Sebastien Faure, Charles Albert, Jean Grave, Jean Jaurés, Fernando Tarrida de Mármol, Teresa Claramunt, Juan Montseny, Pedro Corominas e José López Montenegro.

## Obras
- Fuera política (1886)
- Acracia o república (1886)
- Biografía de Pedro Kropotkin (1893)
- Sinopsis ortográfica a la tipografía española. Reglas para el uso de las letras dudosas y de los acentos. Barcelona, Tip. La Académica, de Serra Hermanos y Russell, 1900.
- Criterio libertario (1903)
- Vía libre. El trabajador. Su ideal emancipador. Desviaciones políticas y económicas. Prólogo de J. Mir y Mir y prefacio de Tarrida del Mármol. Barcelona: Ed. F. Granada y Cía. Barcelona, 1905.
- El pueblo (estudio libertario) Valencia: F. Sempere y Compañía Editores, s. a. (prefacio de Kropotkin de octubre de 1907).
- Solidaridad (1909)
- La Anarquía Traficante (1911)
- Contra La Ignorancia (1913)
- El proletariado militante, 2 vols. (1901, vol. 1-1923, vol. 2). Muy reimpreso.
- El Sindicalismo Barcelona: Editorial "Tierra y Libertad," ca. 1930s.
- El Banquete de la vida. (Con un Esbozo Biográfico de Anselmo Lorenzo por Manel Aisa) Barcelona: Ed. Sintra, 2006.

### Traduções
- Elisée Reclus, El hombre y la tierra, Barcelona: Casa Editorial Maucci, 1906, 6 vols. Versión española de Anselmo Lorenzo y revisión de Odón de Buen.
- Piotr Kropotkin, La gran revolución 1789-1793. Barcelona: Publicaciones de La Escuela Moderna.

- Media relacionados com Anselmo Lorenzo no Wikimedia Commons